# Тит Олий
Тит Олий (на латински: Titus Ollius) e политик на Римската империя през началото на 1 век.
Произлиза от Пиценум (днес Марке в Абруцо, Италия).
Олий е квестор по времето на император Тиберий. Той е приятел на командира на преторианската гвардия от 14 г. Луций Елий Сеян, който е години наред, по времето на Тиберий, най-силният мъж в империята. Премахването на Сеян през 31 г. води до залез и на Тит Олий. 
Той е бил женен за Попея Сабина Старша, дъщеря на Гай Попей Сабин (консул 9 г., управител на Мизия) и най-красивата жена по нейното време.
С нея той има дъщеря Олия (Попея Сабина), която става 62 г. римска императрица и втора съпруга на император Нерон.
След скандала на Тит съпругата му се омъжва за Публий Корнелий Лентул Сципион (консул 24 г.). Дъщеря му взема името на дядо си по майчина линия.